# Речицкий сельсовет (Каменецкий район)
Ре́чицкий се́льсовет — административная единица на территории Каменецкого района Брестской области Республики Беларусь. Административный центр — деревня Речица.

## Состав

— Населённые пункты Речицкого сельсовета

Речицкий сельсовет включает 30 населённых пунктов:
- Антоны — деревня.
- Бояры — деревня.
- Великий Лес — деревня.
- Воля — деревня.
- Ганцы — деревня.
- Голый Борок — деревня.
- Грудовики — деревня.
- Гурины — деревня.
- Дворцы — деревня.
- Дымники — деревня.
- Жданки — деревня.
- Комаровщина — деревня.
- Кривляны — деревня.
- Кукольчицы — деревня.
- Лески — деревня.
- Мартынюки — деревня.
- Мачульские — деревня.
- Мельники — деревня.
- Новики — деревня.
- Норовщина — деревня.
- Осинки — деревня.
- Пересек — деревня.
- Пруска-Богуславская — деревня.
- Пруска-Волгинова — деревня.
- Речица — деревня.
- Смольники — деревня.
- Угляны — деревня.
- Чабахи — деревня.
- Чемери 1 — деревня.
- Чемери 2 — деревня.